# Castello dell'Imperatore

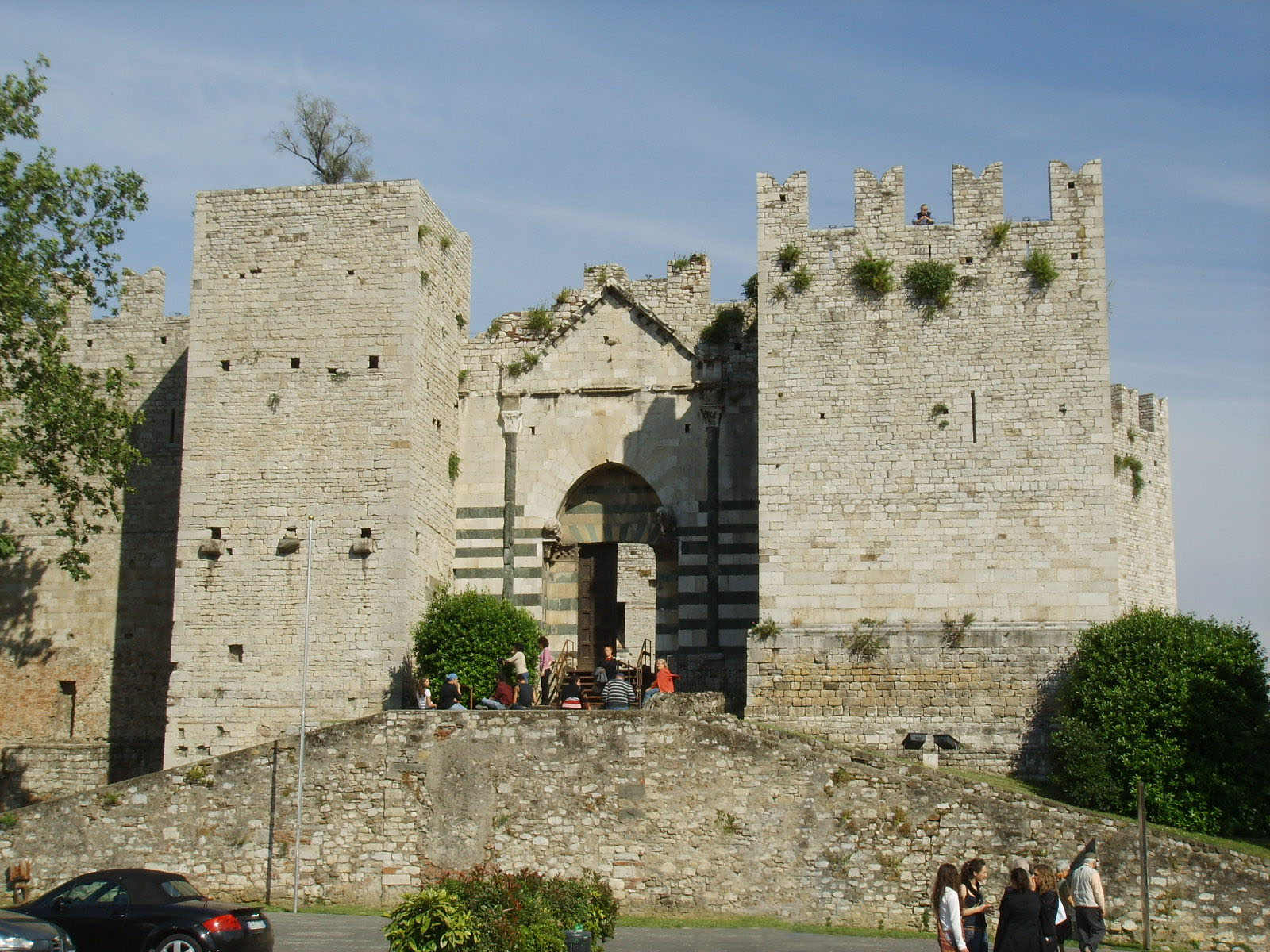
L'ingresso principale del castello dell'Imperatore

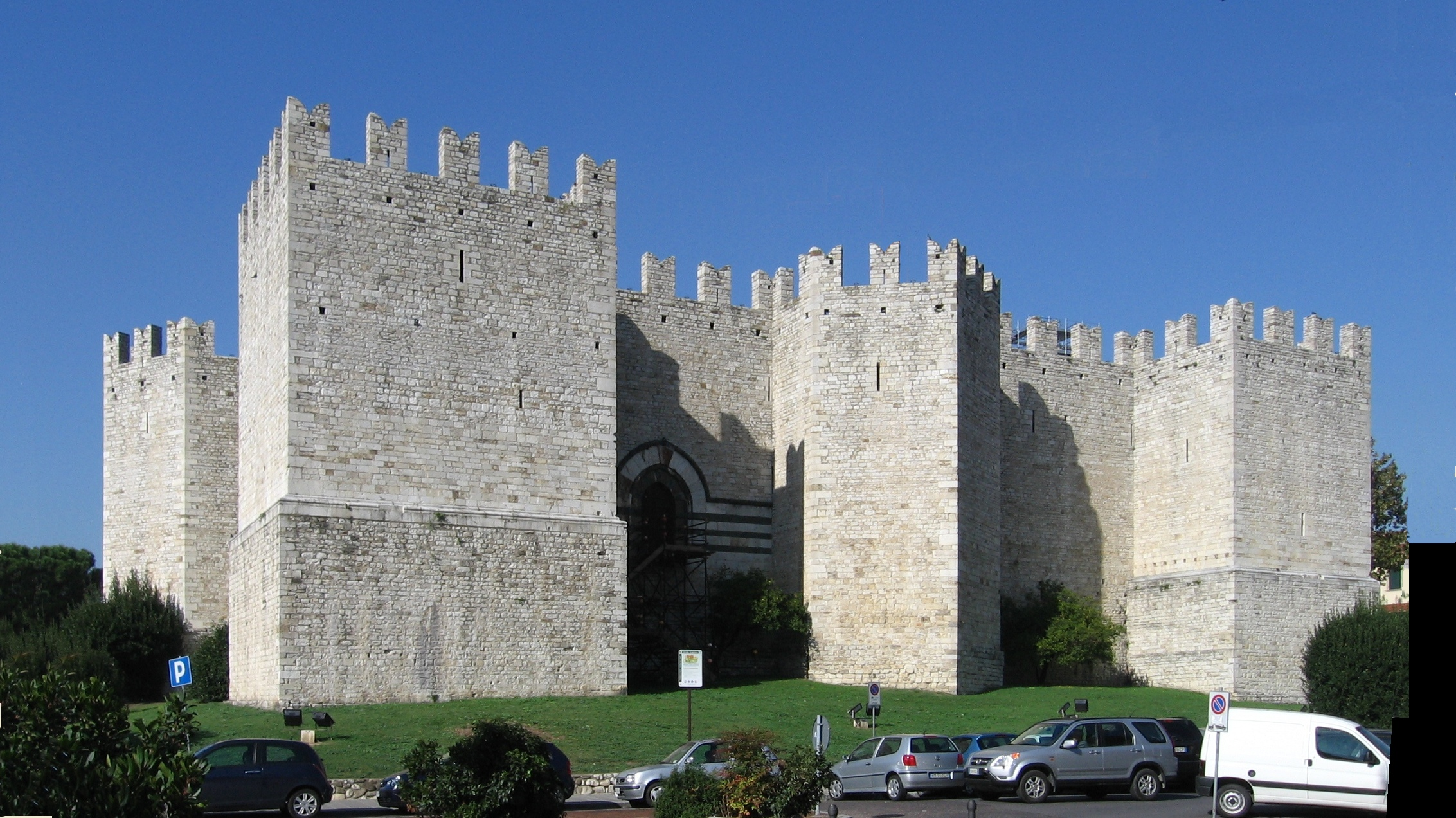
Lato est

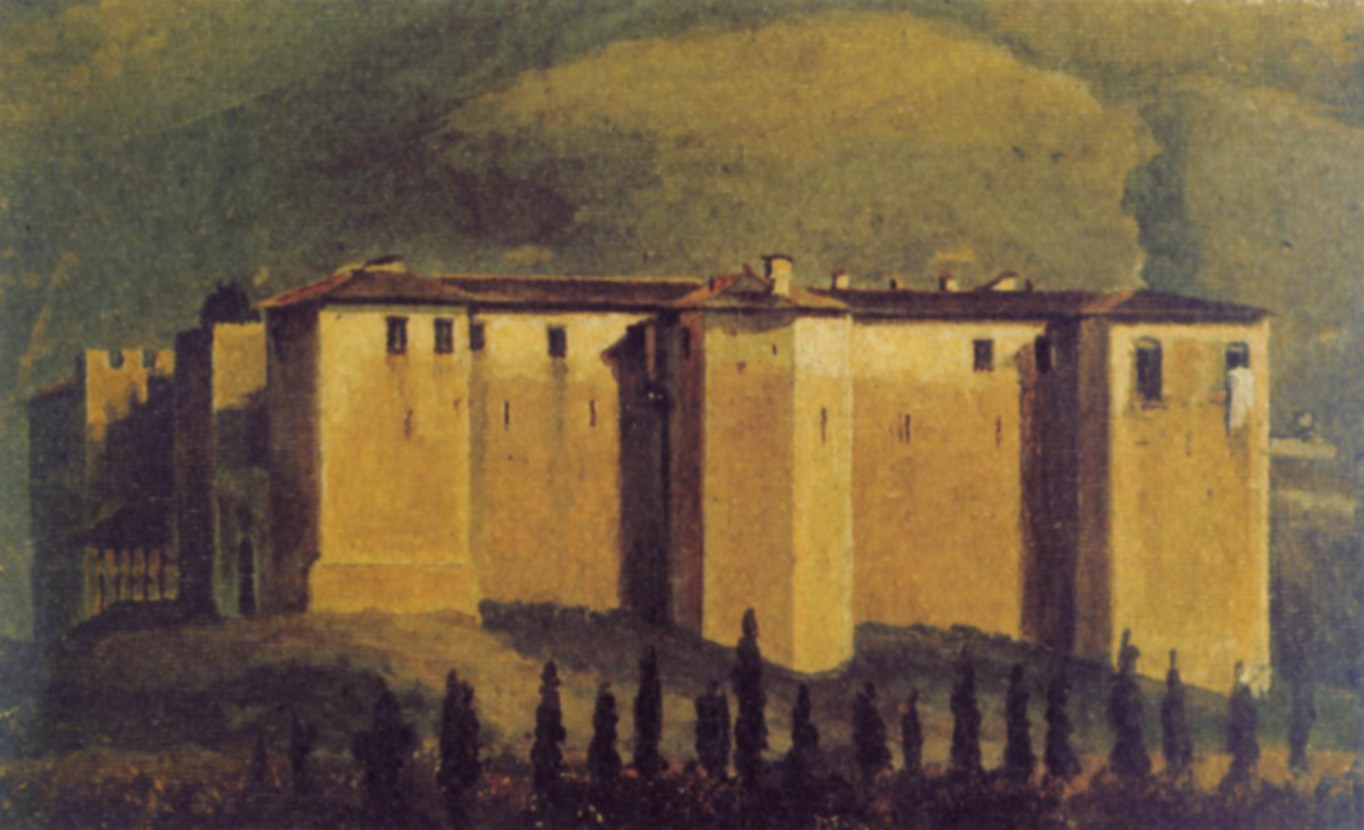
Il castello in un dipinto dell'Ottocento

Il castello dell'Imperatore si trova a Prato in piazza delle Carceri. È un esempio di architettura federiciana, costruita cioè per ordine dell'imperatore Federico II di Svevia, nell'ambito della lotta per il predominio in Toscana tra l'impero e il papato che caratterizzò i decenni a cavallo del 1200.

## Storia e descrizione
Sul luogo dove si trova l'odierno castello sorgeva anticamente il forte degli Alberti di Prato, che venne quasi completamente raso al suolo nel 1107 durante l'assedio delle truppe di Matilde di Canossa; al suo posto un altro palazzo, detto "Palazzolo", venne ricostruito per ospitare i nunzi degli imperatori Arrigo VI di Svevia e Ottone IV di Brunswick (del quale restano due torri, quelle prive di merli, che fino al 1767-68 avevano circa il doppio dell'attuale altezza); l'area interessata dal Castello era da sempre strategica, tanto che esistono documenti fino dal 1035 che testimoniano la presenza di un più antico "palatium"; questa costruzione era il nucleo del Castrum Prati, il borgo che sorgeva a monte del palazzo che possedeva anche un'antica pieve (Santa Maria in Castello, oggi non più esistente).
L'incarico della costruzione venne dato da Federico II a Riccardo da Lentini, probabilmente a partire dal 1240. Il castello, originariamente tangente alla seconda cerchia muraria (XII secolo), era parzialmente circondato da un fossato e collegato alle carceri albertiane dalla cui definizione "delle carceri" prese il nome il vicino santuario mariano. Esso presenta otto torri ed ha insiti, come per il Castel del Monte, svariati aspetti simbolici, sia nella struttura che nel portale. Una volta completato, avrebbe dovuto essere utilizzato come importante guarnigione dell'impero, a testimonianza della presenza dell'imperatore sui possedimenti del nord.
La sua costruzione venne però interrotta verso il 1250, a causa della morte prematura dell'imperatore, e la struttura incompiuta venne utilizzata in seguito per molti altri scopi. Nel corso del Trecento, sotto il dominio fiorentino, il castello fu collegato alla terza cerchia di mura tramite un corridoio coperto chiamato "Corridore del Cassero" (cioè: corridoio del castello) o più semplicemente Cassero. In questo modo le truppe fiorentine potevano entrare da fuori le mura tranquillamente in città usando un passaggio protetto.
Durante il corso dei secoli alcune case vennero costruite dentro e intorno alla struttura. Negli anni trenta, sotto il governo fascista, tutte le abitazioni vennero demolite e il castello assunse l'aspetto odierno, che consiste praticamente nelle sole mura esterne. La contemporanea apertura di viale Piave comportò inoltre la demolizione di gran parte della struttura del Cassero, di cui restano due tronconi.
Interessante inoltre, sul retro dello stesso castello, i resti dell'ospedale e della corrispondente chiesa di San Giovanni Gerosolimitano (o dei cavalieri di Malta), edificata extra moenia a metà del XII secolo e attualmente dismessa, ma che conserva ancora piccole e rare tracce antropomorfiche in cotto di epoca romanica.
Nel 1944 il castello fu usato dai fascisti per rinchiudere le centinaia di pratesi arrestati per lo sciopero di marzo.
Sempre nel 1944, tra il 6 e 7 settembre, dopo l'occupazione della città da parte dei partigiani, ci fu un rastrellamento per la città, dove vennero catturati fascisti e presunti tali, e una volta condotti al castello, vennero fucilati. L'evento è ricordato come l'eccidio del Castello dell'Imperatore.
Dopo il restauro degli anni '70 il castello è stato aperto al pubblico ed è visitabile. È possibile salire attraverso le antiche scale a chiocciola all'interno delle torri angolari e accedere al camminamento di ronda per godere del panorama della città di Prato. Il castello è anche utilizzato dal comune come luogo di manifestazioni ed eventi culturali, quali spettacoli, concerti o il cosiddetto "Cinema sotto le stelle", ovvero luogo di proiezioni cinematografiche nel periodo estivo, a cura di Terminale Cinema - Casa Del Cinema di Prato.

## Il Castello nella cultura di massa
Nel 1980, le Poste Italiane dedicarono al Castello un francobollo da 400 lire, facente parte della raccolta nota come "Castelli d’Italia".

## Galleria d'immagini

### Il Castello prima degli anni 1930

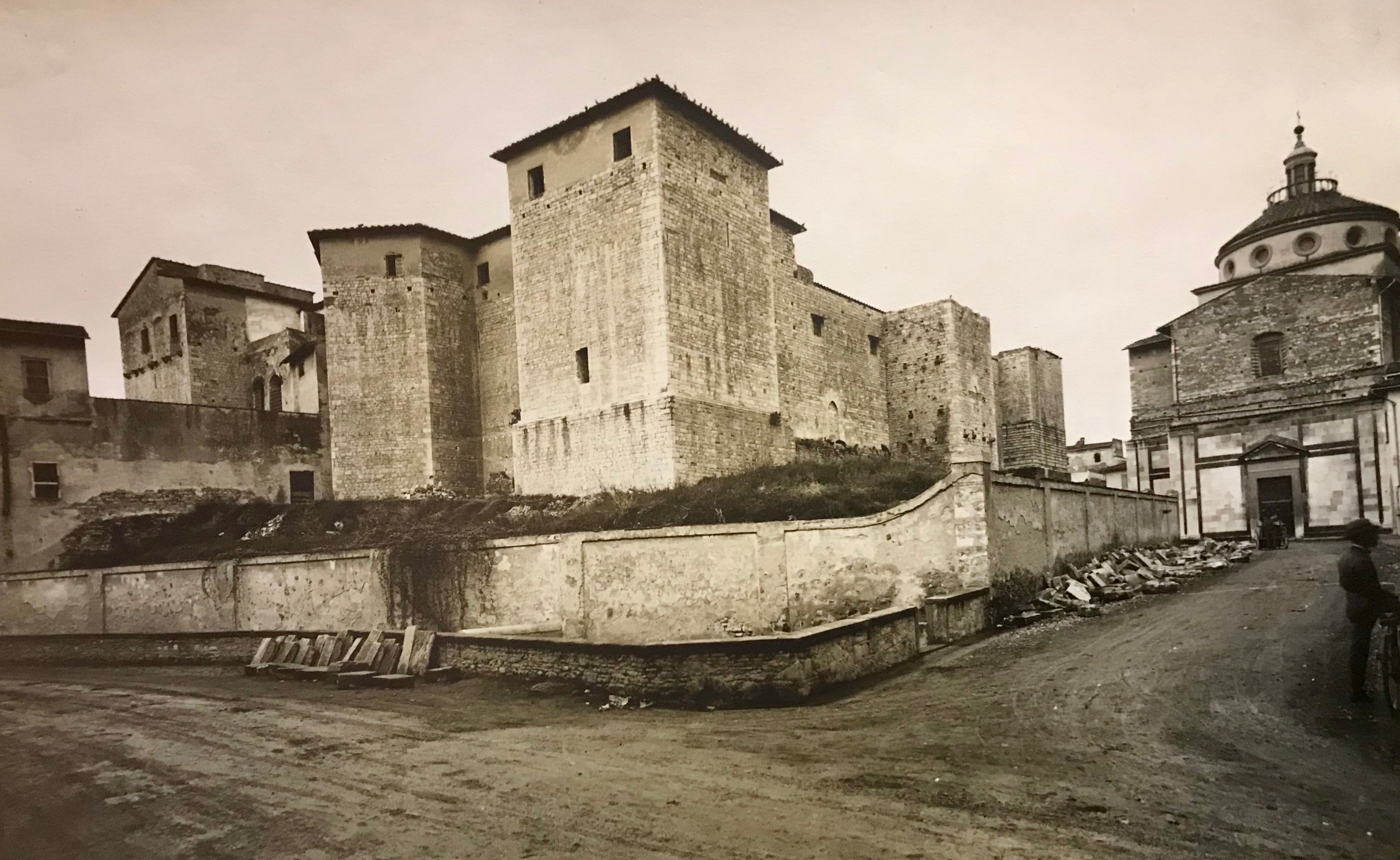
Castello dell'Imperatore Prato inizio Novecento
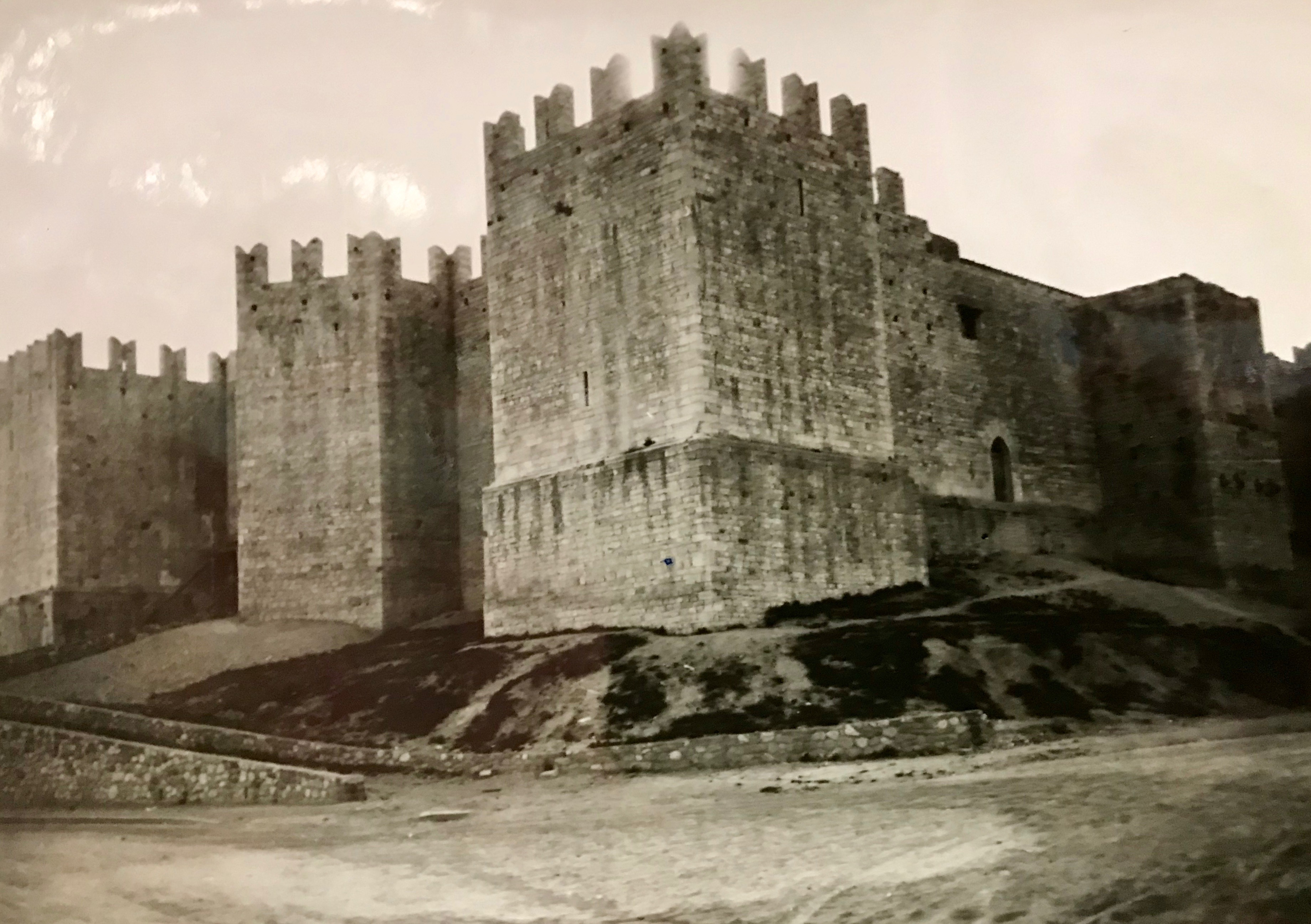
Castello dell'Imperatore Prato dopo i restauri del 1930
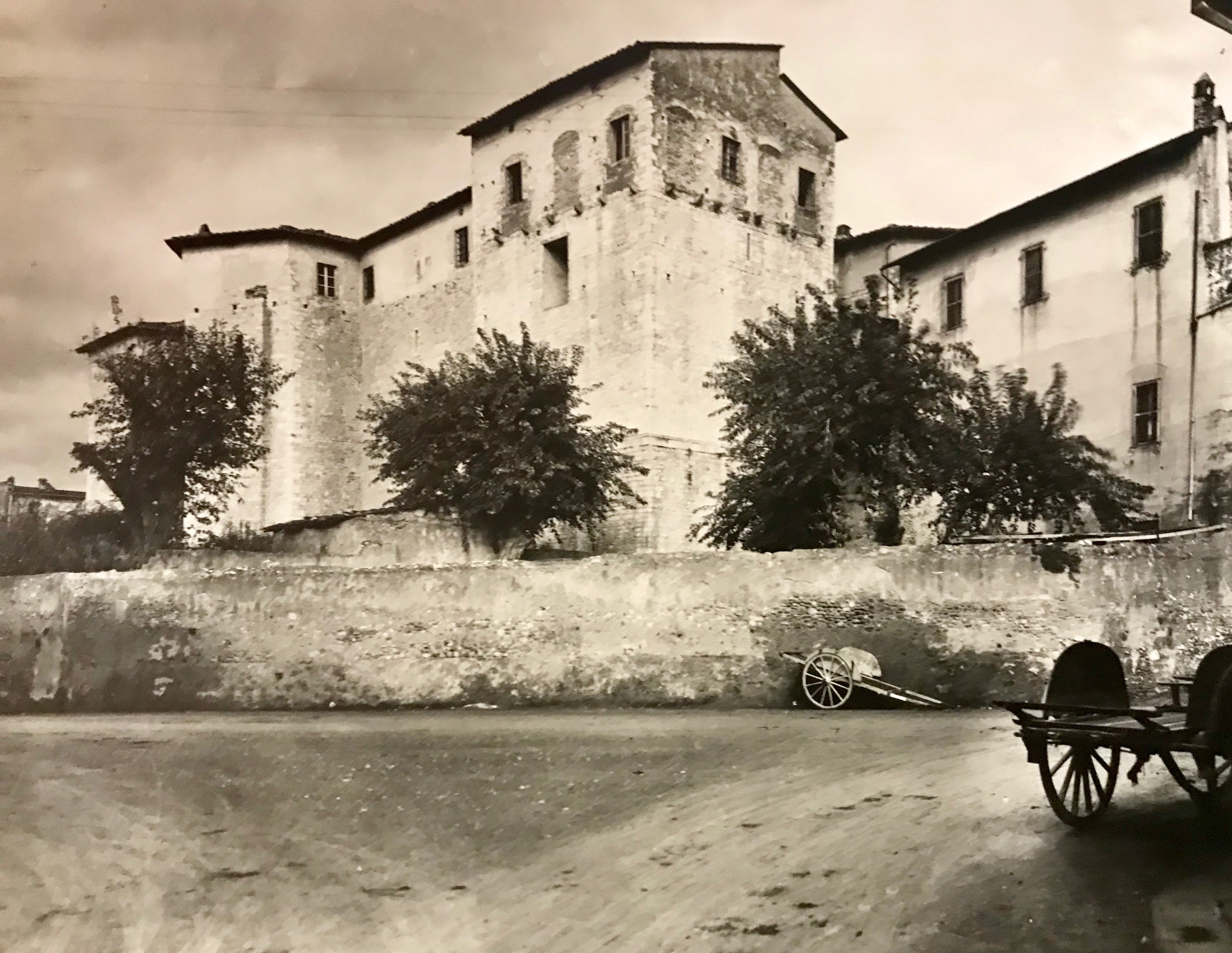
Castello dell'Imperatore Prato inizio Novecento
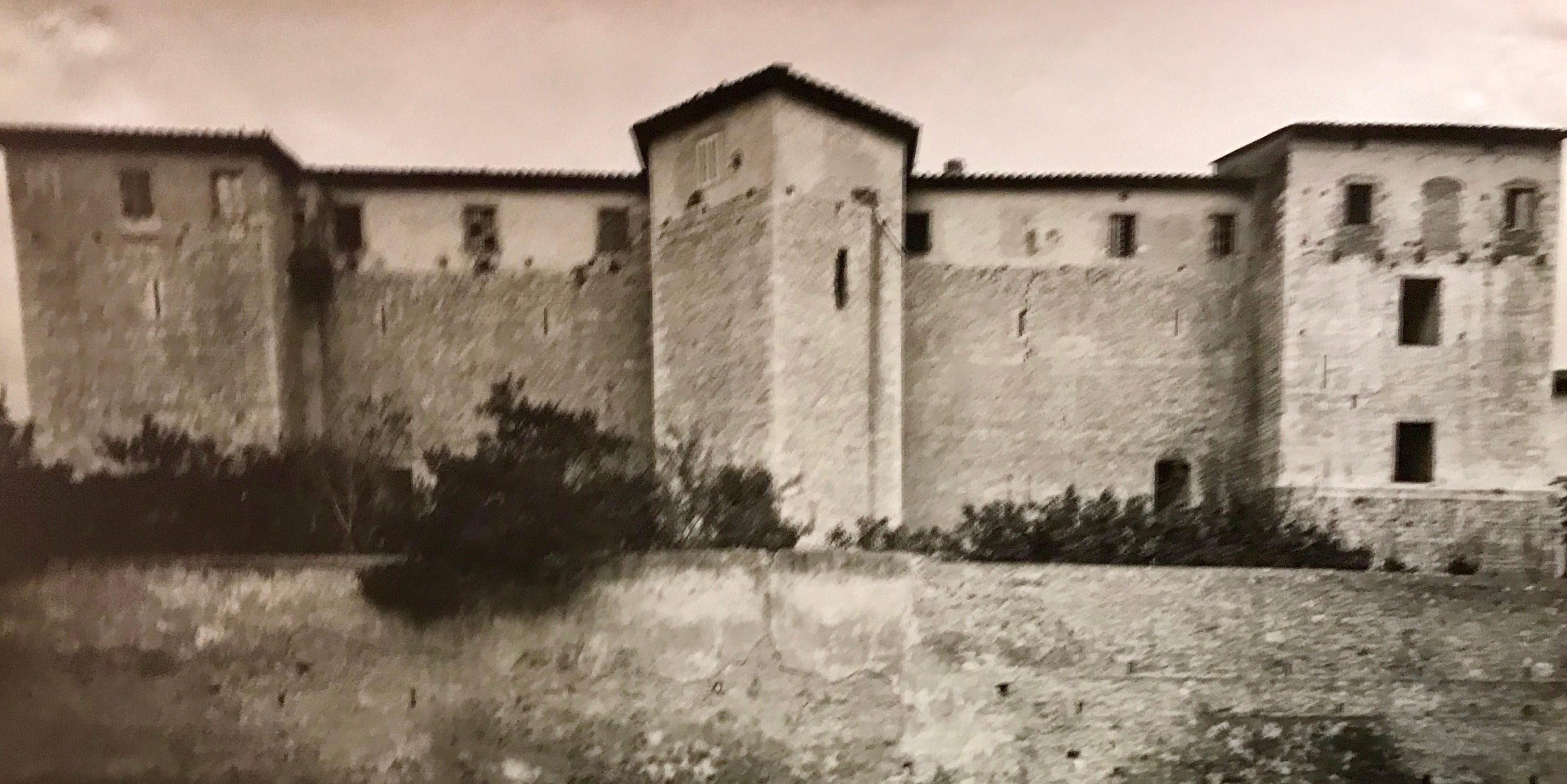
Castello dell'Imperatore Prato inizio Novecento
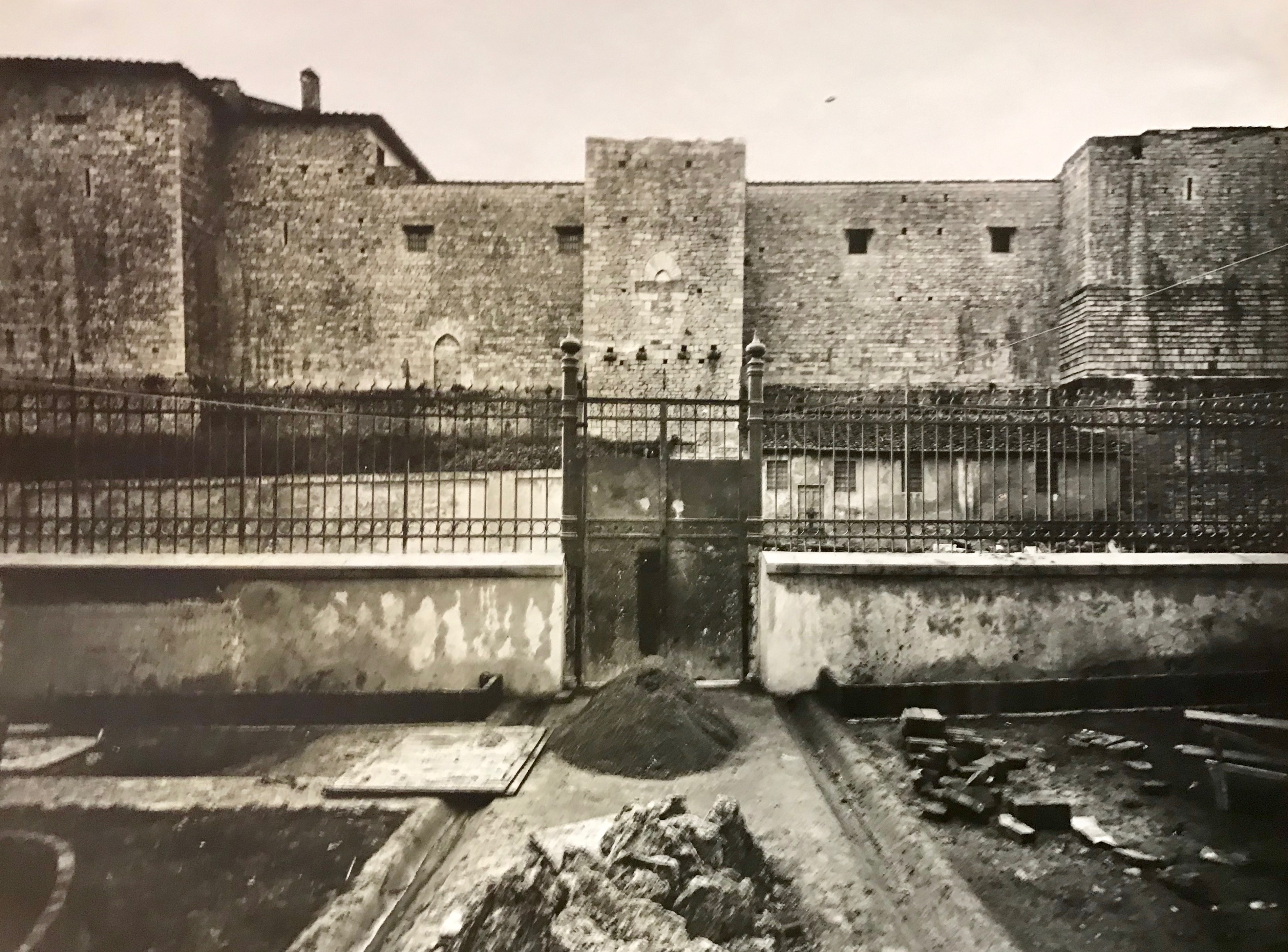
Castello dell'Imperatore Prato inizio Novecento
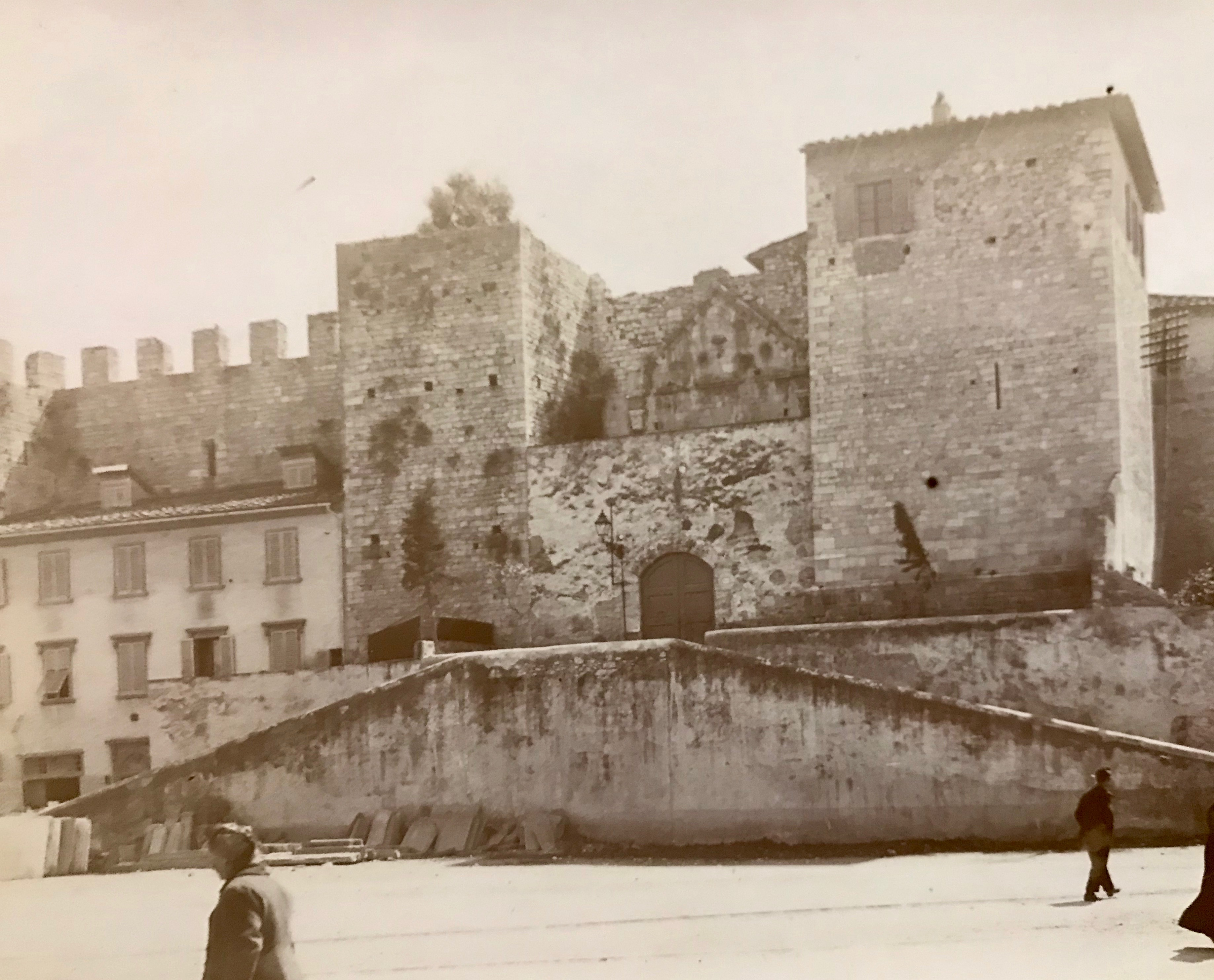
Castello dell'Imperatore Prato inizio Novecento
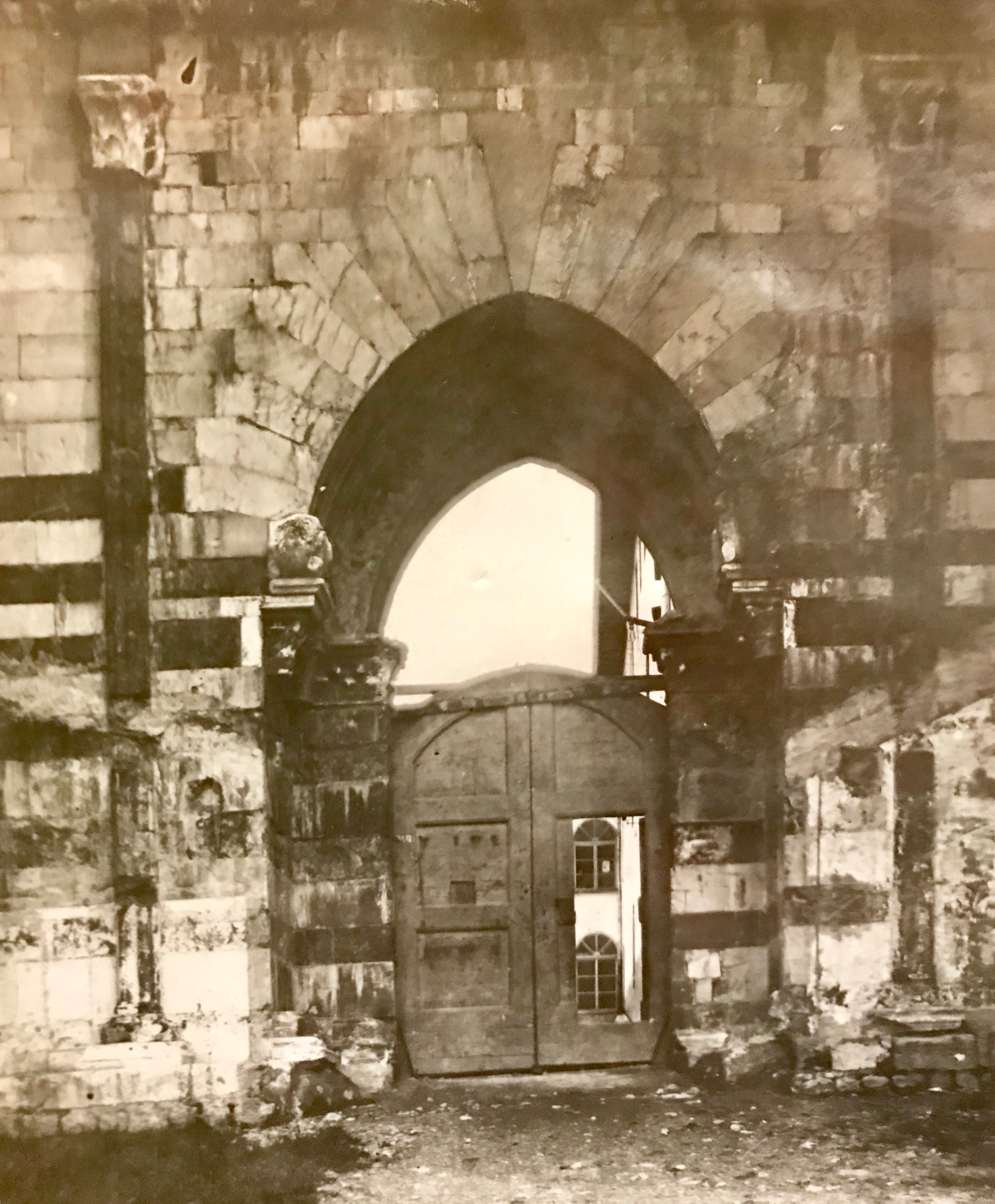
Castello dell'Imperatore Prato inizio Novecento - ingresso
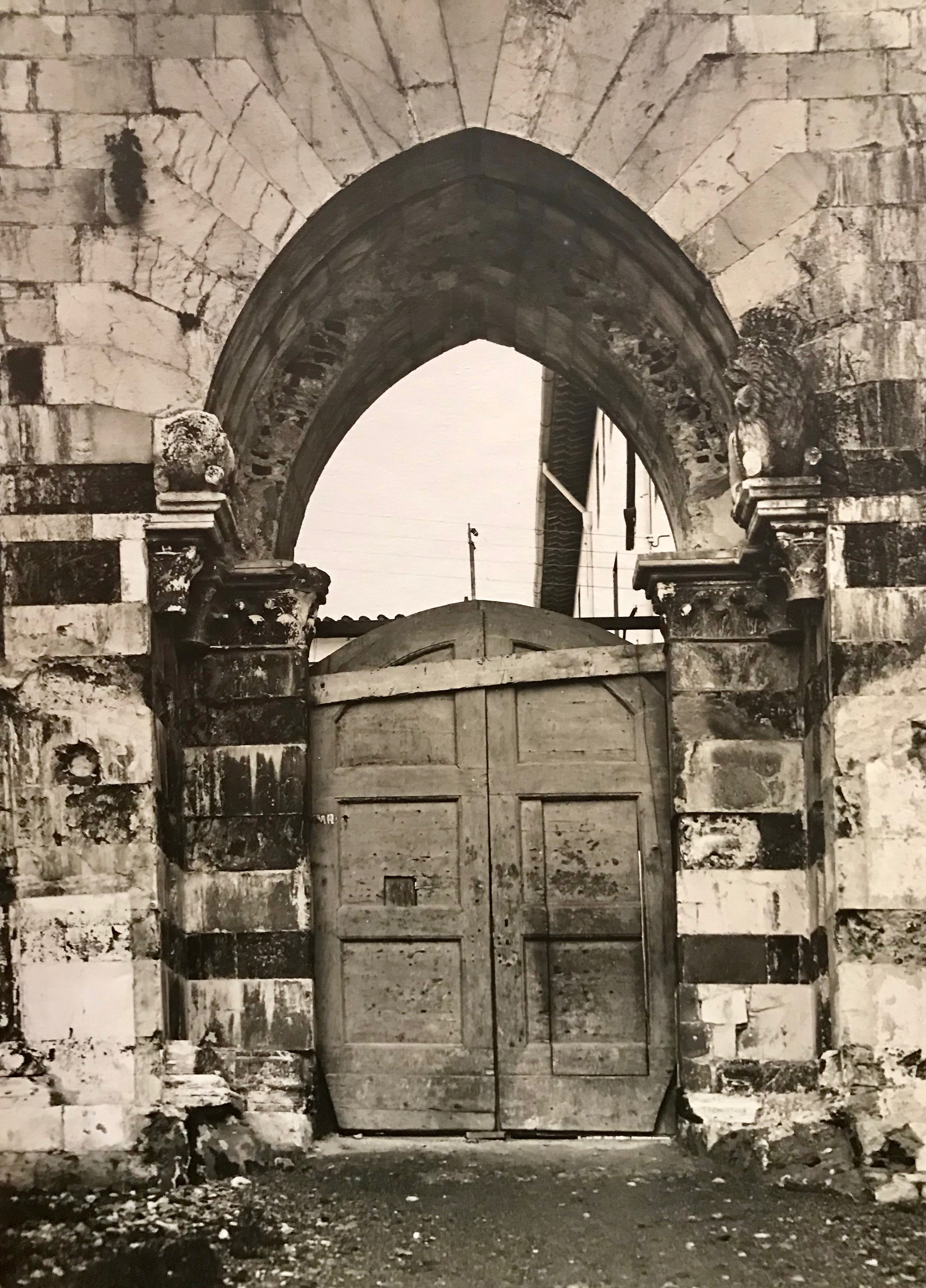
Castello dell'Imperatore Prato inizio Novecento - ingresso 3
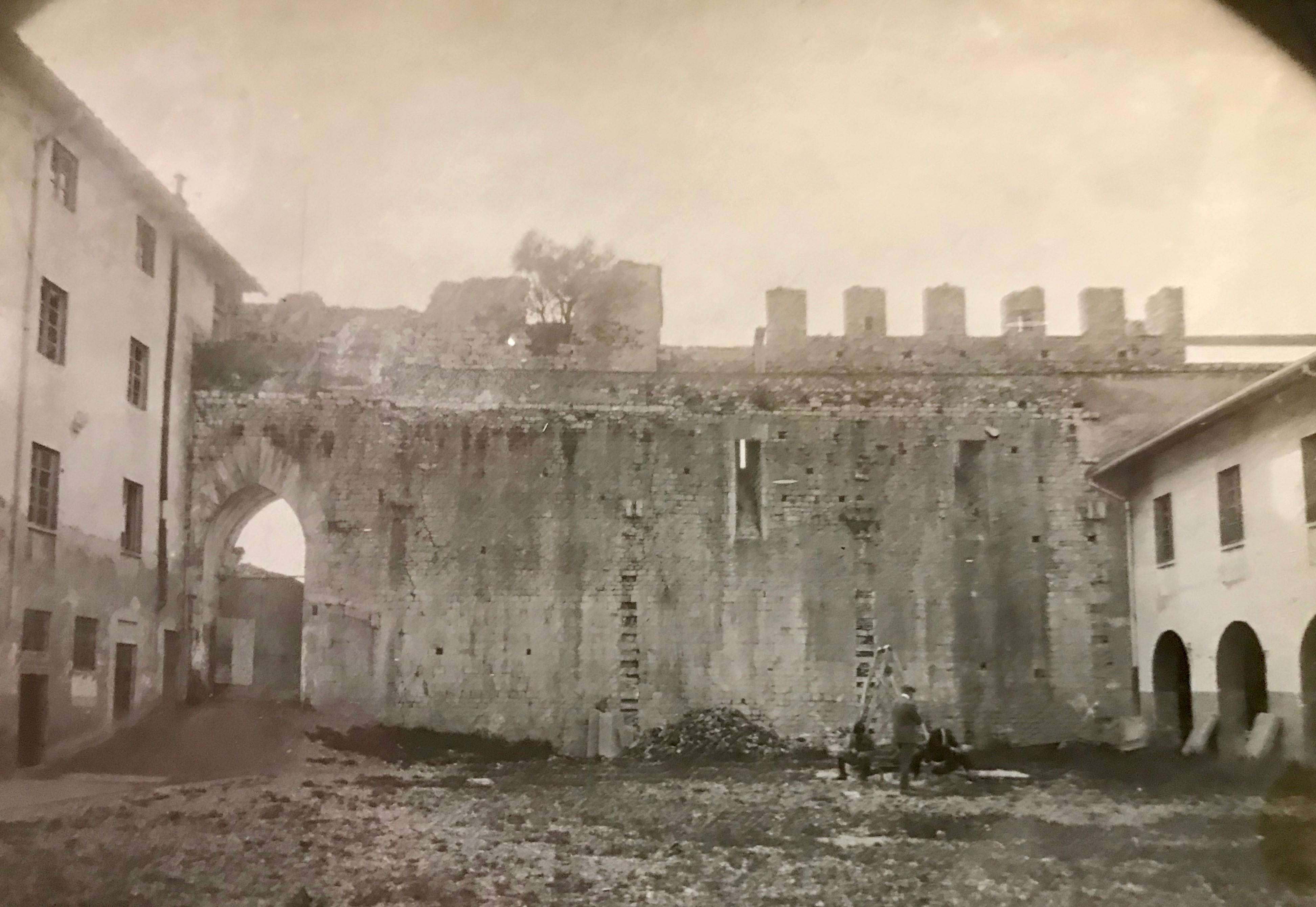
Castello dell'Imperatore Prato inizio Novecento - interno